# 运河文化广场
运河文化广场是杭州市的一个广场，位于拱墅区拱宸桥东，金华路西侧，区政府大楼南侧，属于杭州段京杭大运河综合整治一期工程，集文化、商贸、观赏旅游和休闲娱乐多功能于一体，附近居民早上和晚上喜欢在此休闲、娱乐、健身。

## 简介
广场占地面积5.2万平米，建筑面积5万平米。广场上有体现江南水乡的“南北通津”的牌坊、巨大的环形地雕、穿插在小桥旁翩翩起舞的音乐喷泉。铜雕的面积为35米×4米，它雕塑了隋炀帝下江南和历代对古运河有贡献的人物、事迹画面，是杭州目前最大的单体铜雕，它与大运河博物馆南墙上的九幅浮雕和一幅大型地雕、及运河边的滴水浮雕，一起展现了古运河的历史文化。
2016年6月15日，音乐喷泉开始1个多月时间的改造，计划开演时间与景观亮灯同步，在双休日和重大节假日选取特定的时间段开演。